# Toyota Peugeot Citroën Automobile Czech
Toyota Peugeot Citroën Automobile Czech — совместное предприятие компаний PSA Peugeot Citroën и Toyota Motor Corporation. Расположено в городе Колин Чешской Республики. Специализируется на производстве легковых автомобилей малого класса для европейских потребителей.

## История
Компания зарегистрирована 8 марта 2002 года. Производство автомобилей началось 28 февраля 2005 года.

## Собственники и руководство
Доли по 50% в предприятии имеют PSA Peugeot Citroën и Toyota Motor Corporation.

## Деятельность
Со дня создания компания производит только автомобили следующих моделей: Citroën C1, Peugeot 107, Toyota Aygo. 99 % продукции экспортируется за границы Чешской Республики. Около 80 % комплектующих производится в Чехии.
В 2008 году компания произвела 324 289 автомобилей (Citroën C1: 108 089, Peugeot 107: 108 192, Toyota Aygo: 108 008), что на 5,1 % больше, чем в 2007 году (308 478).
В 2009 году компания произвела 332 489 автомобилей, что на 2,5 % больше, чем в 2008 году. 88 % продукции было вывезено в 5 стран (Франция, Италия, ФРГ, Соединённое Королевство и Нидерланды). Количество сотрудников в 2009 году возросло приблизительно до 3,6 тыс. человек. Средняя заработная плата находилась на уровне 26,8 тыс. крон.
| Год               | 2005 | 2006 | 2007 | 2008 | 2009   |
| ----------------- | ---- | ---- | ---- | ---- | ------ |
| Оборот, млрд крон | 18   | 49,4 | 51,3 | 49   | 51,821 |